# Apagomerina diadela
Apagomerina diadela är en skalbaggsart som beskrevs av Martins och Maria Helena M. Galileo 1996. Apagomerina diadela ingår i släktet Apagomerina och familjen långhorningar.
Artens utbredningsområde är Venezuela. Inga underarter finns listade i Catalogue of Life.